# Ester (personaggio biblico)
Ester è un personaggio della Tanakh e dell'Antico Testamento cristiano. La sua storia è raccontata nel Libro di Ester ed è celebrata, secondo la religione ebraica, nella festa di Purim. La Chiesa cattolica la considera una santa e la ricorda il 1º luglio.

## Origine e significato del nome
Secondo il Libro di Ester questa fanciulla ebrea si chiamava Adassa (Hadasah), nome ebraico che significa "mirto", ma ricevette il nome Ester quando entrò nell'harem del re. Molti studiosi collegano questo nome con quello della divinità babilonese Ishtar, la dea associata al pianeta Venere.
Anche nel Libro di Daniele quando tre giovani ebrei entrarono al servizio del re, ricevettero un nuovo nome legato a divinità babilonesi. A ulteriore conferma anche il cugino di Ester, un ex-funzionario reale chiamato Mardocheo, ha un nome strettamente legato alla principale divinità babilonese, Marduk.
A sua volta il nome Ester/Isthar, è collegato alla radice che in molte lingue antiche e moderne indica una stella (in persiano "stara", in italiano "astro", in greco "aster", in latino "astrum", in inglese "star"). Il pianeta Venere, infatti, è la "stella" più luminosa del cielo, indicata appunto come la "stella del mattino" o la "stella della sera" per eccellenza (Venere è visibile solo prima dell'alba o dopo il tramonto).
Un targum della tradizione ebraica spiega che ella era assai più bella della "stella della notte". 
Le tre possibili interpretazioni del nome (stella, pianeta Venere e dea planetaria) sono così strettamente collegate nella cultura antica da risultare indistinguibili.
Anche il nome ebraico (Adassa="mirto") afferisce allo stesso mondo simbolico. Il mirto, infatti, è una pianta che produce un fiore a forma di stella e che nella mitologia greco-romana era sacro a Venere/Afrodite. Il nome Ester, poi, è vicino alla radice con cui la pianta del mirto era chiamata in curdo o in persiano. Secondo Abraham Yahuda anche nella lingua dei Medi il mirto era chiamato "astra".
In ebraico Ester significa "io mi nasconderò". Infatti Ester nasconde la sua vera identità di ebrea, per rivelarla al momento opportuno, quando si tratta di salvare gli Ebrei dalla strage fatta ordinare da Aman.

## Racconto biblico

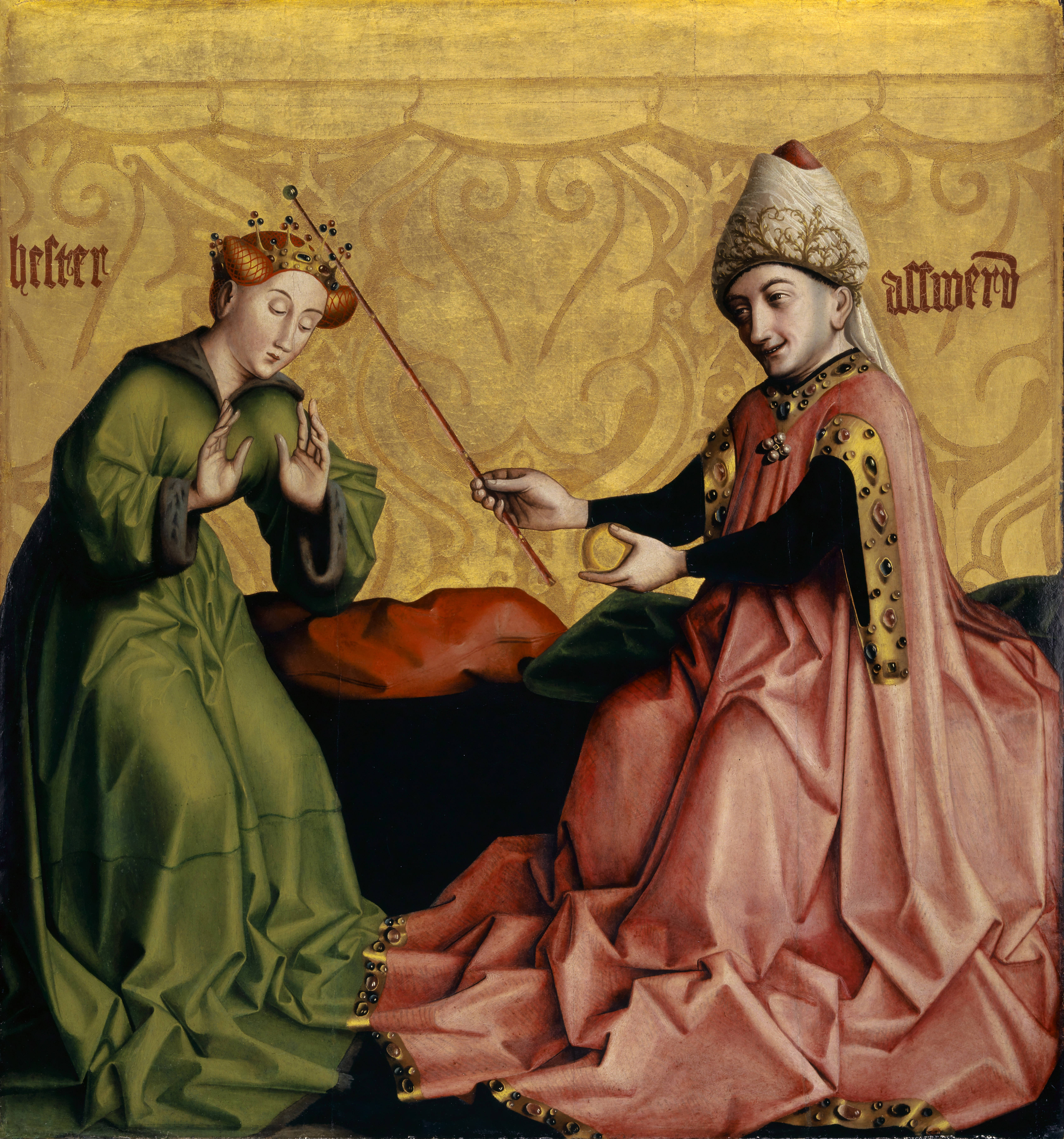
Ester davanti ad Assuero, olio su tela di Konrad Witz, 1445-1450, Basilea, Kunstmuseum

Esistono due versioni del racconto di Ester, una preservata in ebraico dai Masoreti e un'altra in greco, contenuta nella Septuaginta; entrambe raccontano la medesima storia, tuttavia i nomi, le date ed i luoghi sono talvolta differenti. Il testo greco amplifica il contenuto dell'originale ebraico e ne rende più esplicito il ruolo divino. Le aggiunte greche sono il sogno di Mardocheo, l'editto di morte contro i Giudei, la preghiera di Mardocheo e quella di Ester, Ester davanti al re, la riabilitazione dei Giudei e l'interpretazione del sogno di Mardocheo. L'aggiunta del sogno di Mardocheo, che costituisce una inclusione dell'intero racconto della LXX, "colloca il testo ebraico in un contesto profetico-apocalittico. Dio appare come il Signore della storia che rivela misteriosamente ai giusti i suoi disegni e ascolta le grida del suo popolo". Le preghiere di Mardocheo e di Ester sono modelli della fiducia in Dio che deve animare il pio israelita.
Ester è la figlia di Abicàil (detto Aminadàb nella LXX) della tribù di Beniamino, una delle due tribù che costituivano il Regno di Giuda prima della sua distruzione da parte dei babilonesi e la deportazione, nel 597, dell'élite del regno nelle province dell'impero.
Nella narrazione, il re Assuero (normalmente identificato con il re persiano Serse) è ubriaco ad una celebrazione del terzo anno del suo regno e ordina alla sua regina, Vasti, di mostrare la propria bellezza davanti a lui ed ai suoi ospiti; quando lei rifiuta, la fa bandire e cerca una nuova regina. Belle fanciulle si riuniscono all'harem nella città di Susa sotto l'autorità dell'eunuco Hegai.
Ester era cugina di Mordechai, membro della comunità ebraica, figlia orfana dello zio di Mordechai, un altro beniaminita di nome Abihail. Su ordine del re, Ester viene portata al palazzo dove Hegai la prepara per incontrare il re. Anche mentre avanza alla posizione più alta dell'harem, profumata di mirra e assegnata a determinati cibi e servi, segue le istruzioni di Mordechai, che si incontra con lei ogni giorno, di nascondere le sue origini ebraiche. Il re si innamora di lei e ne fa la sua regina.
Dopo l'incoronazione di Esther, Mordecai viene a sapere di un complotto di omicidio di Bigthan e Teresh per uccidere il re Assuero. Mordechai lo dice a Ester che lo dice al re, permettendogli di salvarsi. Questo atto di grande servizio al re è registrato negli Annali del Regno.
Dopo questi fatti, Aman l'Agagita diventa il più alto consigliere di Assuero e ordina che tutti si inchinino davanti a lui. Quando Mordechai (che era in strada per consigliare Ester) rifiuta di inchinarsi a lui, Aman paga al re Assuero 10.000 talenti d'argento per il diritto di sterminare tutti gli ebrei nel regno. Aman lancia a sorte (Purim) usando mezzi soprannaturali e vede che il tredicesimo giorno del mese di Adar è un giorno fortunato per iniziare il genocidio.
Usando il sigillo del re, in nome del re, Aman invia quindi un ordine alle province del regno per consentire lo sterminio degli ebrei a partire dal tredicesimo giorno di Adar. Quando Mordechai viene a sapere di questo, dice a Ester di rivelare al re che è ebrea e chiedergli di abrogare l'ordine. Ester esita, dicendo che potrebbe essere messa a morte se andasse dal re senza essere convocata; tuttavia, Mordechai la esorta a provare. Ester chiede che l'intera comunità ebraica digiuni e preghi per tre giorni prima di andare a trovare il re; Mordecai è d'accordo.
Il terzo giorno Ester si reca nel cortile antistante il palazzo del re, e viene accolta dal re, che le tende lo scettro per farglielo toccare (in segno di permesso e perdono per essersi presentata senza invito) e le offre tutto quello che vuole "fino a metà del regno". Ester invita il re e Aman a un banchetto che ha preparato per il giorno successivo. Dice al re che rivelerà la sua richiesta al banchetto. Durante il banchetto, il re ripete di nuovo la sua offerta, dopodiché Ester invita sia il re che Aman a un banchetto che sta preparando anche il giorno seguente.
Vedendo che è favorevole al re e alla regina, Aman chiede consiglio a sua moglie e ai suoi amici per costruire una forca su cui appendere Mordechai; poiché è a loro favore, crede che gli sarà esaudito il desiderio di impiccare Mordechai il giorno successivo. Dopo aver costruito la forca, Aman va al palazzo nel cuore della notte per aspettare il primo momento in cui incontrare il re.
Quella sera, il re, incapace di dormire, chiede che gli vengano letti gli Annali del Regno in modo che diventi sonnolento. Il libro si apre miracolosamente alla pagina che racconta il grande servizio di Mordechai ed il re chiede se avesse già ricevuto una ricompensa. Quando i suoi attendenti rispondono negativamente, Assuero è improvvisamente distratto e chiede di sapere chi si trova nel cortile del palazzo nel cuore della notte. Gli assistenti rispondono che è Aman. Assuero invita Aman nella sua stanza e quest'ultimo, anziché ottenere l'impiccagione di Mordechai, riceve l'ordine portare Mordechai per le strade della capitale sul cavallo reale e che indossa le vesti del re . Ad Aman viene anche ordinato di gridare: "Questo è ciò che sarà fatto all'uomo che il re desidera onorare!"
Dopo aver trascorso l'intera giornata in onore di Mordechai, Aman si precipita al secondo banchetto di Ester, dove Assuero sta già aspettando. Assuero ripete la sua offerta a Ester di qualsiasi cosa "fino a metà del regno". Ester dice ad Assuero che mentre apprezza l'offerta, deve sottoporgli una questione più basilare: gli spiega che c'è una persona che complotta per uccidere lei e tutto il suo popolo e che le intenzioni di questa persona sono di danneggiare il re e il regno. Quando Assuero chiede chi sia questa persona, Ester indica Aman e lo nomina. Sentendo questo, un Assuero infuriato esce in giardino per calmarsi e considerare la situazione.
Mentre Assuero è nel giardino, Aman si getta ai piedi di Ester chiedendo pietà. Al ritorno dal giardino, il re è ulteriormente infuriato. Poiché era consuetudine mangiare su divani reclinabili, al re sembra che Aman stia attaccando Ester. Ordina che Aman sia rimosso dalla sua vista e, mentre Aman viene condotto fuori, Harvona dice al re che Aman aveva costruito una forca per Mordechai, "che aveva salvato la vita del re". In risposta, il re dice "Impiccalo [Aman] su di essa".
Dopo che Aman è stato messo a morte, Assuero dà le proprietà di Aman a Ester. Ester dice al re che Mordechai è suo parente e il re fa di Mordechai il suo consigliere. Quando Ester chiede al re di revocare l'ordine di sterminio degli ebrei, il re inizialmente è titubante, dicendo che un ordine emesso dal re non può essere abrogato. Assuero consente però a Ester e Mordechai di redigere un altro ordine, con il sigillo del re e a suo nome, per consentire al popolo ebraico di difendersi e combattere contro i suoi oppressori.
Gli ebrei combatterono e vinsero il giorno successivo, il 14 di Adar, e stabilirono una festa annuale, la festa di Purim, in ricordo di questi fatti. Poiché a Susa si combatté fino al giorno successivo prima che gli ebrei ne uscissero vincitori, la festa si prolunga anche il giorno 15 nelle città cinte di mura a quel tempo, sotto il nome di Purim Susan (Purim di Susa)

## Caratteristiche di Ester nell'esegesi ebraica
Ester "appare" nella Bibbia come una donna di grande pietà, caratterizzata dalla sua fede, dal suo coraggio, dal suo patriottismo, dalla sua prudenza e dalla sua risolutezza. Ella fu sempre fedele e obbediente a suo zio (o cugino) Mardochai e si apprestò a compiere il suo dovere di rappresentare il popolo ebraico e di ottenerne la salvezza.
Nella tradizione ebraica è vista anche come "strumento" della Volontà divina, per impedire la distruzione del popolo ebraico durante un evento potenzialmente catastrofico ordito da un nemico di grande potere, Aman (cfr Digiuno di Ester, ebraismo rabbinico, festività ebraiche, Purim) durante il periodo dell'esilio.
Secondo il Talmud (Meghillah) ella fu discendente della dinastia davidica. Mardocheo fu della tribù di Beniamino (cfr popolo d'Israele).

## Culto
La Chiesa cattolica la considera una santa e la ricorda il 1º luglio. 
I Copti pongono la festa di Ester, "regina dei Persiani", al 20 dicembre.

## La figura di Ester al cinema
- Ester e il re (1960), di Raoul Walsh e Mario Bava.
- Ester (film) (1999), di Raffaele Mertes.
- Una notte con il re (2006), di Michael O. Sajbel.